# Issei Sagawa
Issei Sagawa (jap. 佐川 一政, Sagawa Issei; * 26. April 1949 in Kōbe; † 24. November 2022 in Tokio) war ein japanischer Frauenmörder und Kannibale. Er befand sich nach seiner Tat nur wenige Jahre in psychiatrischer Unterbringung und veröffentlichte mehrere Sachbücher und Romane.

## Leben
Sagawa, nach eigener Angabe seit früher Jugend vom Gedanken besessen, eine – möglichst europäische – Frau zu verspeisen, tötete am 11. Juni 1981 die 25-jährige Niederländerin Renée Hartevelt, die wie er vergleichende Literaturwissenschaft an der Universität Paris III (Sorbonne Nouvelle) studierte. Er erschoss sie mit einem Kleinkalibergewehr von hinten, als sie an seinem Schreibtisch sitzend auf seine Bitte für eine Tonaufnahme ein deutsches Gedicht las. Dann aß er Teile ihrer Leiche, teils roh, teils zubereitet, und verging sich, dadurch sexuell erregt, an dem verstümmelten Leichnam. Nachdem er von Zeugen zwei Tage nach der Tat beim misslungenen Versuch, den Großteil der Leiche seines Opfers in zwei Koffern in einem See im Bois de Boulogne zu beseitigen, beobachtet worden war, konnte er nach zwei weiteren Tagen ermittelt und festgenommen werden. Die Polizei stellte in seiner Wohnung im Kühlschrank noch sieben Kilogramm menschlichen Gewebes sicher, außerdem die Papiere des Opfers, die Tatwaffe, die Tonaufnahme des Mordes und einen unentwickelten Film mit Fotos der Vorgänge nach der Tötung.
Nachdem drei psychiatrische Gutachten die Schuldfähigkeit Sagawas zum Tatzeitpunkt verneint und gleichzeitig seine andauernde Gefährlichkeit als gegeben angesehen hatten, stellte der zuständige Ermittlungsrichter Jean-Louis Bruguière 1983 die Schuldunfähigkeit Sagawas fest und ordnete seine psychiatrische Unterbringung an. Wenig später wurde Sagawa nach Japan abgeschoben; unter anderem auf Betreiben seines Anwalts wegen der besseren Therapiemöglichkeiten in seinem eigenen Kulturkreis. Japanische Psychiater stellten anschließend fest, dass bei Sagawa keine Psychose, sondern lediglich eine Persönlichkeitsstörung vorlag, dass er zum Tatzeitpunkt schuldfähig war und dass die gegenteilige französische Beurteilung durch aktive Täuschung der Gutachter durch Sagawa zustande gekommen war. Wegen des Wegfalls der rechtlichen Voraussetzung der Unterbringung musste er aus dieser entlassen werden, obwohl seine Gefährlichkeit weiter als gegeben angesehen wurde. Eine erneute Anklage war rechtlich nicht mehr möglich. Am 13. August 1985 kam Sagawa nach 15 Monaten im Tokioter psychiatrischen Matsuzawa-Krankenhaus wieder frei. Aufgrund der Tat gelangte er in seinem Heimatland Japan zu nationaler Bekanntheit, u. a. durch sein als reuelos und triumphierend empfundenes Auftreten nach seiner Freilassung.
Im Jahr 1983 beschrieb Sagawa seine Erlebnisse in dem Buch In the Fog. Im Jahr 1997 schrieb er das Buch Shonen A über den 14-jährigen Serienmörder Seito Sakakibara. Bis zuletzt schrieb er regelmäßig für eine japanische Zeitschrift und veröffentlichte einige erfolgreiche Romane. Außerdem trat Sagawa in dem erotischen Film Uwakizuma: Chijokuzeme (auch Shisenjō no Aria, engl. The Bedroom) auf.
Issei Sagawa starb am 24. November 2022 im Alter von 73 Jahren in einem Tokioter Krankenhaus an den Folgen einer Lungenentzündung.

## Musik
Die Tat hat zwei bekannte britische Bands inspiriert. The Stranglers widmeten ihr den Titelsong La Folie des gleichnamigen Albums von 1981 und The Rolling Stones folgten 1983 mit dem Song Too Much Blood auf dem Album Undercover. Zudem ist der Vorfall Thema der Issei Sagawa EP der niederländischen Black-Metal-Band Gnaw Their Tongues.
Auch die deutsche Gruppe Ost+Front widmet sich dem Vorfall auf ihrem Album Olympia in dem Lied Harte Welt. 2021 veröffentlichte die deutsche Horrorcore-Band Zombiez das Lied Sagawa, welches sich ebenfalls mit ihm befasst.